# Grzegorz Łoboda
Grzegorz Łoboda (ukr. Григорій Лобода, ur. w 1557, zm. 1596 pod Sołonycją) – hetman kozacki, uczestnik powstania Nalewajki.
Tak samo jak w przypadku wielu innych Kozaków, niewiele o nim można powiedzieć. Pochodził z Kijowszczyzny, z bogatej rodziny. W 1593 został wybrany hetmanem.
W latach 1594–1595 wziął udział w wyprawach Semena Nalewajki przeciw Turcji. Po powrocie uczestniczył w powstaniu Nalewajki, działając w rejonie Owrucza i Mozyrza. Wiosną 1595 zdobył Kijów, a potem pustoszył wschodnie krańce Rzeczypospolitej. Po bitwie pod Białą Cerkwią ponownie wybrany na hetmana w miejsce Nalewajki. Uchodził za zwolennika porozumienia z Polakami i być może z tego powodu, albo też z innych przyczyn, w marcu 1596 został pozbawiony buławy, a na jego miejsce powołano Macieja Szułę. Szybko odzyskał władzę, gdyż Szuła został ranny w jednej z bitew i z tego powodu ponownie przywołano go do władzy.
Brał jeszcze udział w bitwie pod Łubniami. Z jakiegoś powodu został posądzony o zdradę i zabity przez swoich towarzyszy.